# Estas Estórias

Guimarães Rosa

Estas estórias é um livro de contos de Guimarães Rosa, publicado postumamente, em 1969, sob a coordenação de  Paulo Rónai, pela Livraria José Olympio Editora, com capa e ilustrações de Poty, 'Página de saudade', de Vilma Guimarães Rosa, orelhas de Leo Gilson Ribeiro e nota introdutória de Paulo Rónai, cujo conteúdo compreendia oito novelas, além da entrevista-retrato “Com o vaqueiro Mariano” 
A despeito de ser uma obra ainda pouco estudada – o que pode ser explicado por ser póstuma e inacabada – é preciso entendê-la em sua relação com o conjunto da obra de Guimarães Rosa, e, da mesma forma, sua dedicação à escrita de narrativas que viriam a ser publicadas em livro apenas postumamente. Ademais, verifica-se também que parte dos contos constantes de Estas estórias já havia sido publicada na imprensa e o autor revisava certas estórias já publicadas, mas que não teve tempo de consolidar. 
Embora tenha ganhado contornos de volume em meados da década de 1960, percebe-se que Estas estórias é o resultado de uma espécie de recolha de escritos de momentos diversos, conforme a cronologia do desenvolvimento dos contos:  
• 1937: 'Bicho mau' aparece em Contos (prototexto de Sagarana), submetido ao Prêmio Humberto de Campos pela Livraria José Olympio Editora.  
• 1947: a entrevista-reportagem 'Com o vaqueiro Mariano' é publicado no Correio da Manhã.  
• 1949: data provável da finalização da novela 'Meu tio o Iauaretê', que teria sido concluída em 23/01/1949 conforme consta anotado em pasta do arquivo Aracy de Carvalho Guimarães Rosa.  
• 1952: 'Com o vaqueiro Mariano' é publicado em livro.  
• 1954: o autor esboça uma capa de livro cujo título é Estas estórias.  
• 1960: sai pela revista Senhor, nº 14, em abril, 'A simples e exata estória do burrinho do comandante'. Em carta a Paulo Dantas datada de 15-06-60, Guimarães Rosa menciona a escrita de novelas.  
• 1961: 'Meu tio o Iauaretê' é publicada na revista Senhor, nº 25, em março.  
• 1962: 'A estória do homem do pinguelo' aparece na revista Senhor, nº 37, em março.  
• 1963: é publicada a não entrevista dada a Pedro Bloch na revista Manchete.   
• 1964: 'Os chapéus transeuntes' é publicada no volume Os sete pecados capitais pela Editora Civilização Brasileira.  
• 1965: trechos da novela 'O dar das pedras brilhantes' aparecem na revista Manchete.  
• 1967: em artigo anuncia uma pausa nas publicações da revista Pulso, bem como divulga seu próximo livro Tutameia. Revela ainda urgência em dedicar se na finalização de um livro “de novelas ou contos longos”, que posteriormente saberíamos se tratar de Estas estórias.   
• 1968: 'Bicho mau' sai no Jornal do Comércio, edição n. 52, de 1 de dezembro, e é anunciado o primeiro volume das obras póstumas de João Guimarães Rosa.  
• 1969: 'Bicho mau' é publicado na revista Veja, n. 26, de 5 de março. 

## Contos
- A simples e exata estória do burrinho do comandante
- Os chapéus transeuntes
- Com o vaqueiro Mariano
- A estória do homem do Pinguelo
- Meu tio o Iauaretê
- Bicho mau
- Páramo
- Retábulo de São Nunca
- O dar das pedras brilhantes

## Ensaio: "O impossível retorno"
Em 2020 a Global Editora lançou uma nova edição do livro Estas estórias, que incluiu o ensaio "O impossível retorno", da professora e ensaista Walnice Nogueira Galvão, especialista na obra de Guimarães Rosa. O ensaio examina o conto Meu tio o Iauaretê, que narrra a história de um "onceiro", um caçador de onças. Na abertura do texto, a professora comenta:
"Meu tio o Iauaretê", de Guimarães Rosa, narra a estória de um mestiço de índia com branco e seu destino exemplar. Agregado de fazendeiro, que o envia para desonçar sozinho os confins do sertão, vai gradativamente rejeitando o civilizado e se reconhecendo no animal. Acaba preferindo onças a homens, acaba virando onça e matando homens"